# Operalnia
Operalnia (niem. Opernhaus - opera) – nazwa budynku teatralnego używana w Polsce za panowania Sasów. Pierwszą operalnię otworzono w Warszawie.

## Operalnia w Warszawie

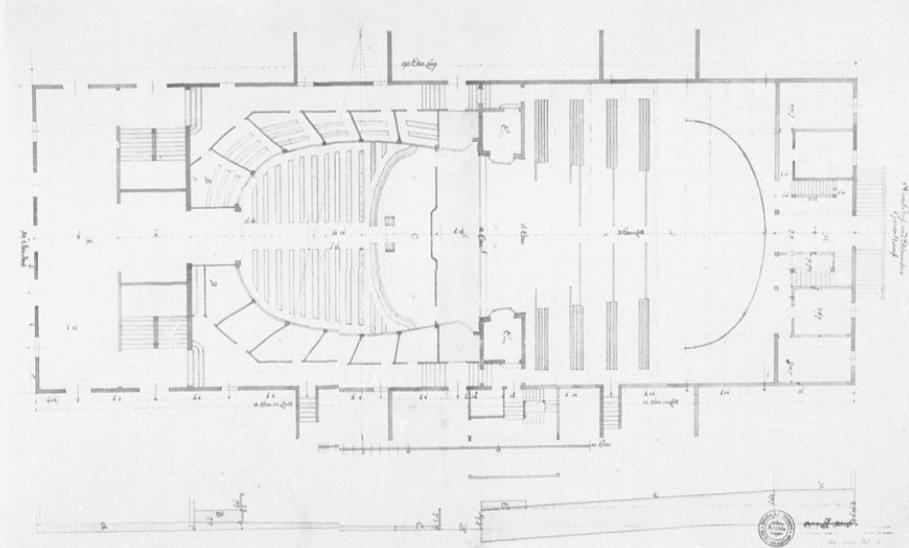
Plan Warszawskiej Operalni

Warszawska Operalnia była pierwszym publicznym teatrem operowym. Zainaugurowała działalność w dniu imienin króla, 3 sierpnia 1748. Znajdowała się ona w południowo-zachodniej części Ogrodu Saskiego (przy dzisiejszym skrzyżowaniu ul. Marszałkowskiej z ul. Królewską).
Budynek został wzniesiony w 1725 z inicjatywy Augusta II, który przeznaczył początkowo na ten cel 5000 dukatów. Wśród potencjalnych twórców projektu budowli wymieniani są: Józef Galli-Bibiena, Mateusz Daniel Pöppelmann, Carl Friedrich Pöppelmann i Joachim Daniel Jauch. Zdobieniem budynku zajmowali się: Mock (malarz) i Yinache (rzeźbiarz). Pierwowzorem budynku warszawskiej Operalni był Teatr Mały w Dreźnie z 1687.
Operalnia reprezentowała typ włoskiego teatru barokowego. Prostokątna budowla dzieliła się na trzy części: 
- przedsionek i klatki schodowe;
- sala widzów z miejscem dla orkiestry;
- scena wraz z systemem kulisowym.

W budynku znajdowały się cztery kondygnacje lóż oraz ławy na parterze, które były podzielone na dwie części: dla szlachty i mieszczan. Po obu stronach sceny umieszczono jednopiętrowe loże prosceniowe. Na pierwszym piętrze, naprzeciw sceny znajdowała się loża wysunięta do przodu i wyższa. Przekrój projektu Operalni jest podobny do przekroju Małego Komedienhauzu w Dreźnie (podobny kształt wycięć otworów lóż, ta sama ich liczba na piętrach, to samo umieszczenie lóż prosceniowych i reprezentacyjnej). Ogółem w teatrze mogło zmieścić się ok. 500 widzów. W budynku teatru nie znajdowały się pomieszczenia magazynowe przeznaczone m.in. do składu dekoracji. Ulokowano je w oddzielnym budynku, zlokalizowanym nieopodal.
Na początku w Operalni przedstawienia były rzadkie i występowały obce zespoły operowe, które wykonywały opery włoskie. Za panowania Augusta III stały się regularne. W latach 1758–1762 odbywały się tam występy Opery drezdeńskiej Johanna Adolfa Hassego. Za czasów panowania Stanisława Augusta w repertuarze Operalni znalazły się francuskie wodewile i włoskie opery komiczne.
19 listopada 1765 w gmachu Operalni komedią Natręci Józefa Bielawskiego zainaugurował działalność powołany przez króla Stanisława Augusta Teatr Narodowy. Zagrał ją zespół polskich aktorów.

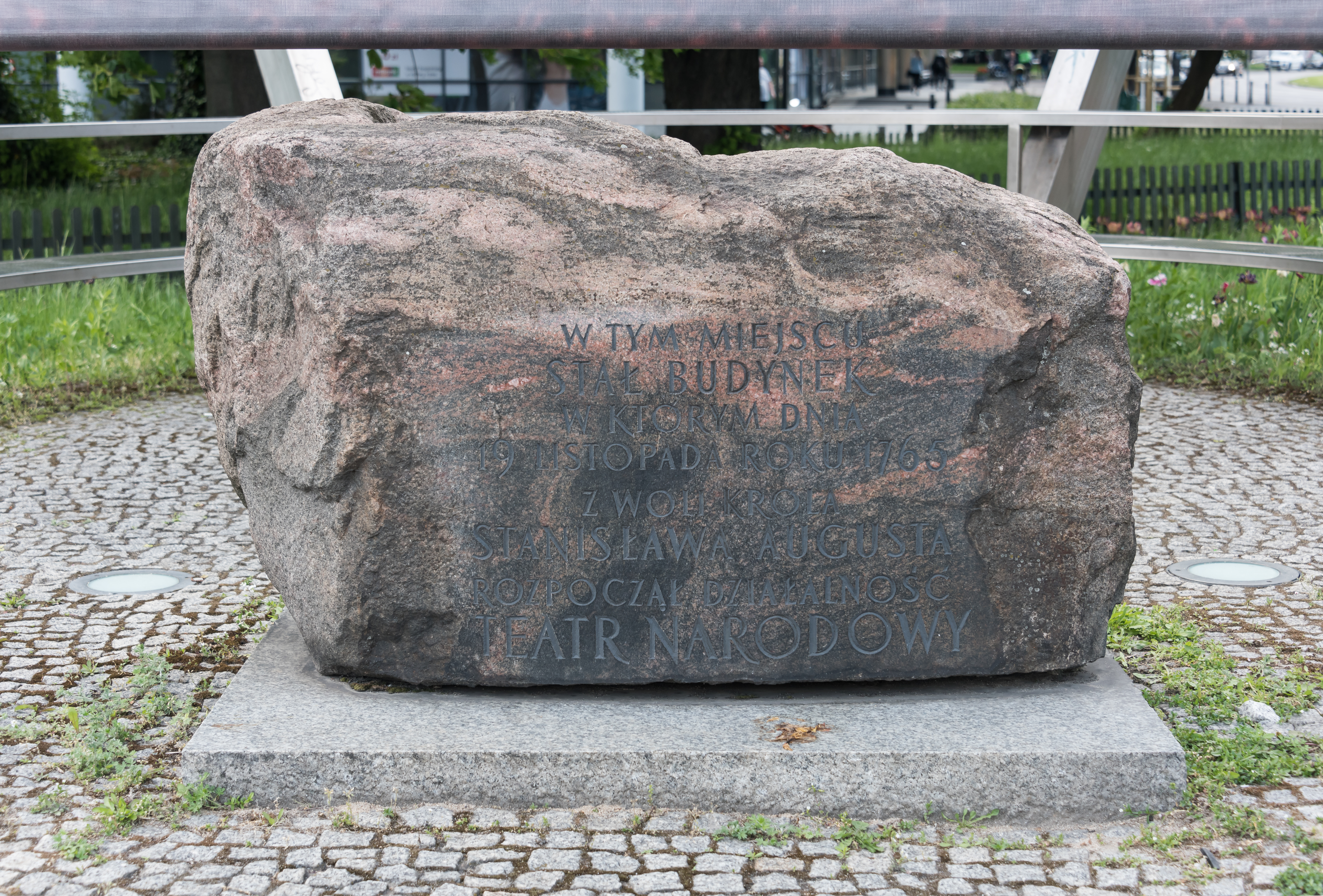
Kamień pamiątkowy na rogu ul. Marszałkowskiej i ul. Królewskiej

Budynek rozebrano w 1772 roku z powodu fatalnego stanu technicznego. Od 1773 przedstawienia operowe odbywały się w Pałacu Radziwiłłowskim przy Krakowskim Przedmieściu.
W latach 1819-1923 na miejscu Operalni został zbudowany gmach ujeżdżalni wojskowej. W 1876 ujeżdżalnia stała się własnością Komitetu Giełdowego i została przebudowana na siedzibę Giełdy Warszawskiej. Budynek został całkowicie zniszczony w czasie II wojny światowej i nieodbudowany.

### Upamiętnienie
Dla upamiętnienia pierwszej siedziby teatru w 1965 na rogu ulic Marszałkowskiej i Królewskiej odsłonięto głaz z wykutym napisem. W roku 2005 głaz otoczyła instalacja architektoniczna projektu Czesława Bieleckiego, która łączy pamięć początków teatru z jego obecną działalnością (wokół głazu znajdują się witryny, w których eksponowane są plakaty przedstawień z bieżącego repertuaru Teatru Narodowego.